# Somalia i olympiska sommarspelen 1972
Somalia deltog i de olympiska sommarspelen 1972 med en trupp bestående av 3 deltagare. Ingen av landets deltagare erövrade någon medalj.

## Friidrott
- Mohammed Aboker
- Jama Awil Aden
- Abdulle Noor Wasughe